# Peter Molyneux
Peter Molyneux (Guildford Surrey, Reino Unido? 5 de mayo de 1959) es un diseñador y programador de videojuegos, responsable de los conocidos «juegos de simulación de dios»  como Dungeon Keeper, Populous y Black & White, entre otros. También es el responsable de juegos de estrategia «de negocios»  como Theme Park, Theme Hospital, The Movies y juegos de rol como la serie de Fable.
En agosto de 1997 Peter dejó la compañía Bullfrog, para establecer un nuevo equipo de desarrollo, Lionhead Studios. Molyneux fue introducido en el salón de la fama en 2004 y fue hecho oficial de la corona Británica el 31 de diciembre de 2004.
En 2007 recibió la Orden de las Artes y las Letras, otorgado por el gobierno francés. De esta manera se convirtió en el cuarto miembro de la industria de los videojuegos en recibir este galardón, tras Shigeru Miyamoto, Frédérick Raynal y Michel Ancel.

## Juegos

### Pre-Bullfrog
- The Entrepreneur (1984) (diseñador/programador)
- Druid 2

### Bullfrog Productions
- Fusion (1987) (diseñador/programador)
- Populous (1989) (diseñador/programador)
- Powermonger (1990) (diseñador/programador)
- Populous II: Trials of the Olympian Gods (1991) (diseñador/programador)
- Syndicate (1993) (productor)
- Theme Park (1994) (líder de proyecto/líder programador)
- Magic Carpet (1994) (productor ejecutivo)
- Hi-Octane (1995) (productor ejecutivo)
- Magic Carpet 2 (1996) (diseñador)
- Genewars (1996)
- Dungeon Keeper (1997) (líder de proyecto/diseñador)

### Lionhead Studios
- Black & White (2001) (concepto/diseñador principal/programador)
- Fable (2004) (diseñador)
- Fable: The Lost Chapters (2005) (diseñador)
- The Movies (2005) (diseñador ejecutivo)
- Black & White 2 (2005) (diseñador principal)
- The Movies: Stunts & Effects (2006) (diseñador ejecutivo)
- Black & White 2: Battle of the Gods (2006) (diseñador principal)
- Fable II (2008) (diseñador principal)
- Fable III (2010) (diseñador principal)
- Project Milo (formalmente conocido como The Dmitri Project) (demo técnica) (diseñador principal)
- Fable: The Journey (2012)

### 22Cans
- Curiosity – What's Inside the Cube? (2012)
- Godus (2014)
- The Trail (2016)